# تييري باستور
تييري باستور (بالفرنسية: Thierry Pastor)‏ هو مغني فرنسي، ولد في 4 مارس 1960 في وهران في الجزائر.

## وصلات خارجية
- الموقع الرسمي
- تييري باستور على موقع ميوزك برينز (الإنجليزية)
- تييري باستور على موقع ديسكوغز (الإنجليزية)